# Sydney Smith (Autor)
Sydney Smith (* 30. August 1927 in Frankfurt am Main; † 26. März 2011 in Berlin) war ein deutscher Lehrer und Latein-Didaktiker mit englischen Vorfahren.

## Leben
Sydney Smiths Karriere als Lehrer begann bereits 1944, nachdem seine damalige Schule, das Lessing-Gymnasium, nach Bad Marienberg evakuiert worden war. Damals war er erst 17 Jahre alt und selbst noch Schüler. Neben dieser Tätigkeit als Lehrer machte er sein Abitur und studierte zwei Jahre später Latein, Geschichte und Gräzistik auf Lehramt. 1953 kehrte er dann als Lehrer an die Schule zurück. Nach seiner Pensionierung 1993 war er weiterhin für die jährliche Ski-Freizeit des Lessing-Gymnasiums in Niederau verantwortlich. Außerdem arbeitete er als Reiseleiter in der Türkei, Griechenland und Italien und war Oberstudienrat i. R.
Smith lebte im Frankfurter Westend. Nach kurzer, schwerer Krankheit übersiedelte er für die letzten Monate seines Lebens in ein Berliner Pflegeheim.

## Werke
- Lateinisches Unterrichtswerk. Ausgabe A für grundständiges Latein: Bornemann, Eduard, Tl.1 : Lehrbuch mit Eduard Bornemann und Axel Schönberger, Valentia, Frankfurt am Main 2004 ISBN 978-3-936132-17-5
- Lateinisches Unterrichtswerk. Ausgabe A für grundständiges Latein: Bornemann, Eduard, Tl.2 : Lehrbuch mit Eduard Bornemann und Axel Schönberger, Valentia, Frankfurt am Main 2005 ISBN 3-936132-06-2
- Lateinisches Unterrichtswerk. Ausgabe A für grundständiges Latein: Bornemann, Eduard, Tl.3 : Lehrbuch mit Eduard Bornemann und Axel Schönberger, Valentia, Frankfurt am Main 2006 ISBN 978-3-936132-07-6
- Lateinisches Unterrichtswerk. Ausgabe A für grundständiges Latein: Bornemann, Eduard, Wortschatzverzeichnis [A1 – A3] mit Eduard Bornemann und Axel Schönberger, Valentia, Frankfurt am Main 2006 ISBN 978-3-936132-17-5

## Filme
- 2007: Niederaufilm 2007